# Alstublieft
Alstublieft is een beleefdheidsfrase bij een overhandiging of verzoek. De gehanteerde afkorting is "a.u.b." maar kan ook met hoofdletters worden geschreven. Alstublieft is afgeleid van de woordgroep "als het u belieft" wat in de loop van de taalgeschiedenis op natuurlijke wijze is ingekort tot "alstublieft". De variant alsjeblieft is een tutoyerende vorm, maar het verschil is in de praktijk nauwelijks te herkennen.

## Twee betekenissen
Het Nederlandse "alstublieft" wordt in twee geheel verschillende situaties gebruikt:
- Wanneer men iemand beleefd iets vraagt.
- Wanneer men iemand iets overhandigt, geeft, teruggeeft, betaalt of aanbiedt.

In andere talen heeft men meestal verschillende uitdrukkingen voor deze twee betekenissen:
| taal       | bij verzoek of vraag | bij overhandigen, aanbieden |
| ---------- | -------------------- | --------------------------- |
| Nederlands | alstublieft?         | alstublieft!                |
| Engels     | (will you) please?   | Here you are!               |
| Spaans     | ¿Por favor?          | ¡Aquí tiene!                |
| Frans      | s'il vous plaît?     | voici! / voilà!             |
| Duits      | bitte?               | bitte sehr!                 |

Het Franse s'il vous plaît is ook in het Nederlands gangbaar, meestal als afkorting, "s.v.p." In Vlaanderen wordt deze afkorting doorgaans minder gehanteerd en gewaardeerd.

## Betrekkingsniveau
Alstublieft is een beleefdheidsfrase en het gebruik zegt meer over de betrekking tussen de communicatiepartners dan dat het inhoudelijk iets toevoegt.
Voorbeelden:
- Ironisch: wanneer het overduidelijk is dat de tegenpartij in gebreke blijft:

Wilt u alstublieft de muziek om 2 uur 's nachts iets zachter zetten?
- Machtsverschil/respect:

Juf, mag ik alstublieft naar de wc?
- Uiting van verrassing:

Alsjeblieft! zei de giraffe, Dikkertje (4x) ik sta paf! (Annie M.G. Schmidt)
- Smekend:

Heb me lief/ Alsjeblieft/Heb me lief/ (Volumia)